# Ellen Hamilton
Ellen Margaret Hamilton, född 16 december 1889 i Karlskrona, död 1 november 1970 i Stockholm, var en svensk fäktare, offentligt biträde och dagboksförfattare. Hon representerade Sverige i fäktning vid olympiska sommarspelen 1924 i Paris.

## Biografi
Ellen Hamilton var dotter till kommendören Hugo David Malcolm Hamilton och grevinnan Hilda Lovisa Horn af Rantzien. I sitt yrkesliv var hon biträde i Riksförsäkringsanstalten. Hon författade under sitt liv dagböcker, som finns samlade hos den Hamiltonska släktföreningen. De var förseglade till och med 1 november 2000.
Hon representerade Sverige vid olympiska sommarspelen 1924 i Paris, där hon tävlade i fäktning, klassen florett.'